# جیکز مالهالند
جیکز مالهالند (انگلیسی: Jakes Mulholland; ۲ اکتبر ۱۹۰۱ – ۱۹ اوت ۱۹۶۹) بازیکن فوتبال اهل ایالات متحده آمریکا بود.